# Peine de mort en Arkansas
L'Arkansas utilisa la pendaison comme mode d'exécution jusqu'en 1930, tandis que la chaise électrique fut introduite dans l'État dès 1913 et resta en usage jusqu'en 1964. Suspendue durant neuf ans, la peine capitale fut rétablie en 1973, et en 1983, l'injection létale se substitua à l'électrocution, si l'injection létale est la première méthode d'exécution, l’État peut avoir recours à la chaise électrique si l'injection létale est déclarée inconstitutionnelle.
L’Arkansas a exécuté trente-et-une personnes depuis 1990, dont Christina Marie Riggs (en), une femme qui avait empoisonné ses propres enfants et n'avait pas fait appel préférant mourir. Les exécutions ont eu lieu sous les gouvernances respectives de Bill Clinton, de Jim Guy Tucker, de Mike Huckabee et d'Asa Hutchinson, la toute première ayant été la seule à avoir été exécutée par électrocution comme la loi le permettait pour les crimes commis avant 1983. En 1992 Bill Clinton, alors candidat à l’élection présidentielle, avait interrompu sa campagne pour assister personnellement à une exécution (tirant les conséquences de l'échec de Michael Dukakis).
La condamnation à mort est prononcée par le jury. Le gouverneur fixe la date d'exécution, il reçoit un avis consultatif du comité des grâces.

## Exécutions depuis 1973
Les exécutions ont lieu à Cummins, à la Cummins Unit.
| #  | Criminel          | Date             | Méthode(s)        | Sexe  | Crime(s) | Gouverneur     |
| -- | ----------------- | ---------------- | ----------------- | ----- | --- | -------------- |
| 1  | John Swindler     | 18 juin 1990     | Chaise électrique | Homme | Meurtre en 1976 dans une station service d'un policier lors d'un contrôle routier.                                                               | Bill Clinton   |
| 2  | Ronald Simmons    | 25 juin 1990     | Injection létale  | Homme | Meurtre en 1987 de seize membres de sa famille en les étranglant et en leur tirant dessus la veille de Noël.                                     | Bill Clinton   |
| 3  | Ricky Rector      | 24 janvier 1992  | Injection létale  | Homme | Meurtre en 1981 d'un client d'un magasin lors d'un braquage puis d'un policier qui tentait de l'interpeller.                                     | Bill Clinton   |
| 4  | Steven Hill       | 7 mai 1992       | Injection létale  | Homme | Meurtre en 1984 d'un policier qui venait l'arrêter à son domicile.                                                                               | Bill Clinton   |
| 5  | Edward Pickens    | 11 mai 1994      | Injection létale  | Homme | Meurtre en 1975 du propriétaire d'une épicerie lors du braquage de celle-ci.                                                                     | Jim Tucker     |
| 6  | Jonas Whitmore    | 11 mai 1994      | Injection létale  | Homme | Meurtre en 1986 d'une femme qui l'avait accueillie chez elle pour le nourrir en la poignardant à dix reprises.                                   | Jim Tucker     |
| 7  | Hoyt Clines       | 3 août 1994      | Injection létale  | Homme | Meurtre en 1981 d'un homme en l'abattant à son domicile, devant sa famille à l'aide d'un revolver et d'une chaine de moto.                       | Jim Tucker     |
| 8  | Daryl Richley     | 3 août 1994      | Injection létale  | Homme | Meurtre en 1981 d'un homme en l'abattant à son domicile, devant sa famille à l'aide d'un revolver et d'une chaine de moto.                       | Jim Tucker     |
| 9  | James Holmes      | 3 août 1994      | Injection létale  | Homme | Meurtre en 1981 d'un homme en l'abattant à son domicile, devant sa famille à l'aide d'un revolver et d'une chaine de moto.                       | Jim Tucker     |
| 10 | Richard Snell     | 19 avril 1995    | Injection létale  | Homme | Meurtre entre 1983 et 1984 du propriétaire d'un magasin de prêt sur gage, pensant qu'il était juif, puis d'un policier qui tentait de l'arrêter. | Jim Tucker     |
| 11 | Barry Fairchild   | 31 août 1995     | Injection létale  | Homme | Meurtre en 1983 d'une militaire de vingt-deux ans après l'avoir torturée et violée.                                                              | Jim Tucker     |
| 12 | William Parker    | 8 août 1996      | Injection létale  | Homme | Meurtre en 1984 de ses beaux-parents pour se venger de son ex-femme.                                                                             | Mike Huckabee  |
| 13 | Paul Ruiz         | 8 janvier 1997   | Injection létale  | Homme | Meurtre en 1977 de sept personnes au cours de différents braquages à travers l'État.                                                             | Mike Huckabee  |
| 14 | Earl Van Denton   | 8 janvier 1997   | Injection létale  | Homme | Meurtre en 1977 de sept personnes au cours de différents braquages à travers l'État.                                                             | Mike Huckabee  |
| 15 | Kirt Wainwright   | 8 janvier 1997   | Injection létale  | Homme | Meurtre en 1988 de deux employées d'un magasin lors d'un braquage.                                                                               | Mike Huckabee  |
| 16 | Eugene Perry      | 6 août 1997      | Injection létale  | Homme | Meurtre en 1980 d'un couple propriétaire d'une bijouterie lors du braquage de celle-ci.                                                          | Mike Huckabee  |
| 17 | Wilburn Henderson | 8 juillet 1998   | Injection létale  | Homme | Meurtre en 1980 d'une femme lors du braquage d'une boutique de prêt sur gage.                                                                    | Mike Huckabee  |
| 18 | Johnie Cox        | 16 février 1999  | Injection létale  | Homme | Meurtre en 1989 de trois personnes en les poignardant puis en mettant le feu à leurs maisons.                                                    | Mike Huckabee  |
| 19 | Marion Pruett     | 12 avril 1999    | Injection létale  | Homme | Meurtre en 1985 de cinq personnes dans une série de braquages et de vols à main armée.                                                           | Mike Huckabee  |
| 20 | Mark Gardner      | 8 septembre 1999 | Injection létale  | Homme | Meurtre en 1985 d'un couple en les étranglant lors du cambriolage de leur maison, puis viol suivi de meurtre sur leur fille.                     | Mike Huckabee  |
| 21 | Alan Willett      | 8 septembre 1999 | Injection létale  | Homme | Meurtre en 1993 de son fils de treize-ans en le battant à mort ainsi que de son frère, handicapé mental.                                         | Mike Huckabee  |
| 22 | Christina Riggs   | 2 mai 2000       | Injection létale  | Femme | Meurtre en 1997 de ses deux enfants de cinq et deux ans en les étouffant avec un oreiller durant leur sommeil.                                   | Mike Huckabee  |
| 23 | David Johnson     | 19 décembre 2000 | Injection létale  | Homme | Meurtre en 1989 d'un veilleur de nuit en le battant à mort pour cambrioler un dépôt.                                                             | Mike Huckabee  |
| 24 | Clay Smith        | 8 mai 2001       | Injection létale  | Homme | Meurtre en 1998 de son ex-femme, de la cousine de celle-ci et de ses trois enfants âgés de douze, cinq et trois ans.                             | Mike Huckabee  |
| 25 | Riley Noel        | 9 juillet 2003   | Injection létale  | Homme | Meurtre en 1995 de trois adolescents pour se venger d'un meurtre commis par leur famille.                                                        | Mike Huckabee  |
| 26 | Charles Singleton | 6 janvier 2004   | Injection létale  | Homme | Meurtre en 1979 de la caissière d'une épicerie en la poignardant à mort.                                                                         | Mike Huckabee  |
| 27 | Eric Nance        | 28 novembre 2005 | Injection létale  | Homme | Meurtre en 1993 d'une cheerleader après l'avoir violée et abandonné le corps sur un chemin rural.                                                | Mike Huckabee  |
| 28 | Ledell Lee        | 20 avril 2017    | Injection létale  | Homme | Meurtre en 1993 de sa voisine en la battant à mort avec une batte de baseball.                                                                   | Asa Hutchinson |
| 29 | Jack Jones        | 24 avril 2017    | Injection létale  | Homme | Meurtre en 1995 d'une femme sur son lieu de travail après l'avoir violée et volée, sous les yeux de sa fille.                                    | Asa Hutchinson |
| 30 | Marcel Williams   | 24 avril 2017    | Injection létale  | Homme | Meurtre en 1994 d'une jeune femme de vingt-deux ans après l'avoir enlevée, violée et torturée puis enterrée sommairement dans une forêt.         | Asa Hutchinson |
| 31 | Kenneth Williams  | 27 avril 2017    | Injection létale  | Homme | Meurtre entre 1998 et 1999 d'une cheerleader de dix-neuf ans, puis d'un fermier après s'être échappé de prison.                                  | Asa Hutchinson |

En novembre 2019 le couloir de la mort de l'Arkansas compte 30 condamnés. Depuis 1973, trois condamnés ont été graciés dans l'Arkansas,.

## Crimes capitaux
- §5-51-201 - Trahison
- §5-10-101 - Meurtre capital

## Sources
- Liste des condamnés à mort d'Arkansas